# Edificio Menéndez Behety

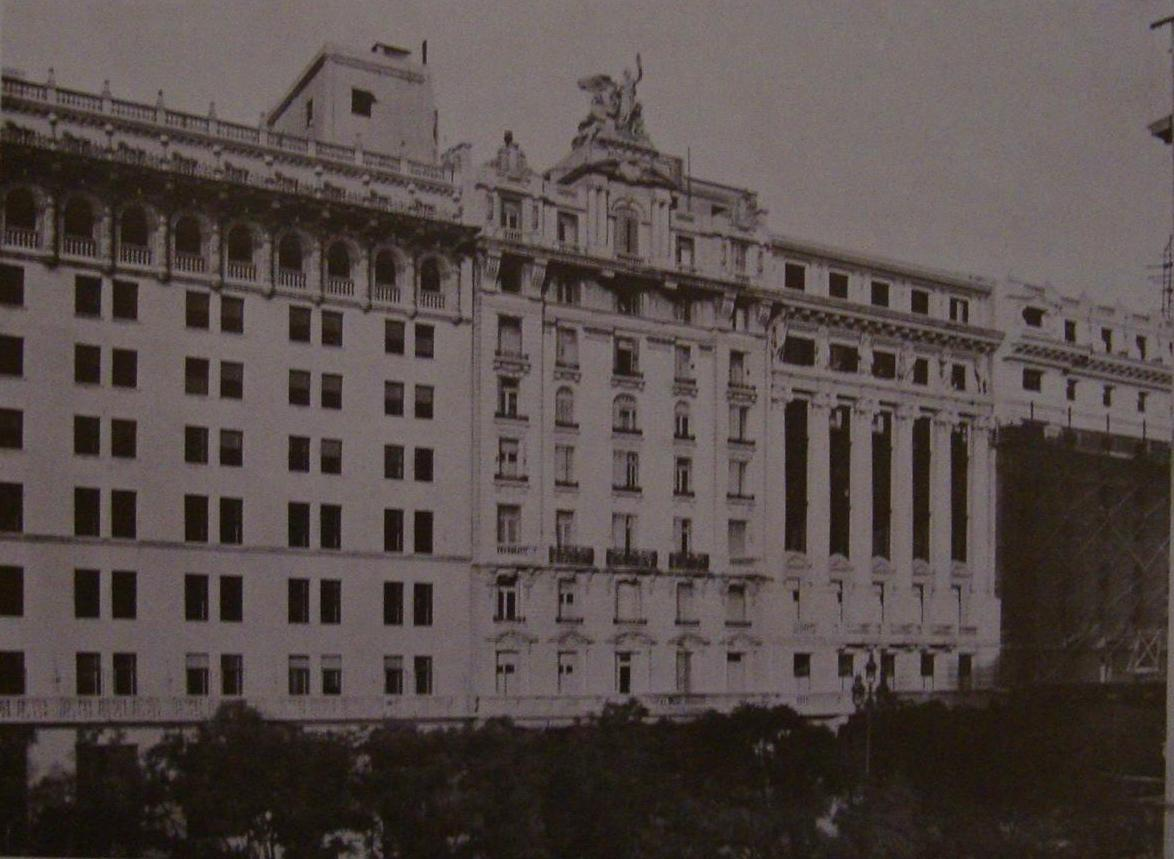
Hacia el extremo derecho de la imagen, en 1926

El Edificio Menéndez Behety es un edificio que se encuentra en la primera cuadra de la Avenida Presidente Roque Sáenz Peña (Diagonal Norte) en el centro histórico (barrio de San Nicolás) de la ciudad de Buenos Aires, Argentina.
Fue proyectado en 1926 por el ingeniero civil y arquitecto Arturo Prins para alojar la sede de las Sociedades Importadora y Exportadora de la Patagonia Ganadera y Comercial, propiedades de la familia Menéndez Behety. En esa época se lo conoció como Edificio "La Patagonia".
El edificio se construyó sobre un terreno de frente rectangular, pero trapezoidal en sus fondos, producto de la unificación de terrenos interrumpidos por la Diagonal. Posee dos subsuelos, planta baja, entrepiso y 8 pisos altos. Originalmente el último piso era una azotea, pero ya en 1955 se construyó sobre el contrafrente una vivienda. En 1971 el entonces propietario del edificio (Banco Popular de Quilmes) techó la azotea en su sector del frente, transformándola en 8º piso y dejando una terraza.
La fachada del edificio, condicionada por las normativas de regulación de fachadas que procuraban generar una arquitectura homogeneizante a lo largo de la Diagonal Norte (abierta entre 1913 y 1931), se destaca por sus largas columnas con estatuas arriba que la recorren entre los pisos 2º y 6º. Las esculturas representan a los dioses griegos Poseidón y Hermes, y a figuras alegóricas de la Agricultura, la Ganadería y la Navegación, las ramas a las cuales se dedicó la familia Menéndez Behety. Posee algunos elementos modernos para la época, como el muro cortina vidriado entre los pisos 3º y 5º, utilizando perfiles de hierro.
La distribución interna se realizó ubicando el acceso a las oficinas de los pisos superiores hacia el lado oeste del frente, por un hall decorado con mármoles y capiteles jónicos pintados de dorado que lleva a la mesa de entradas y a los tres ascensores que sirven a las oficinas. Algunas de ellas aún son ocupadas por Menéndez Behety, y en el piso 2º funciona el Consulado de Chile en Buenos Aires. Anteriormente en el piso 4° funcionó la Embajada de Grecia.
Por el centro del frente se accede a la planta baja, actualmente ocupada por una sucursal del Banco de la Ciudad de Buenos Aires, originalmente destinada a oficinas públicas y sector de empleados. Hacia el fondo hay un patio interno, que brinda aire y luz a las oficinas en los pisos altos.